# Semifinalele Cupei Ciprului

## Semifinale
- Echipele care au jucat cel puțin o semifinală în Cupa Ciprului.

| Club Sportiv  | Apariții | Sezoane |
| ------------- | -------- | --- |
| APOEL         | 55       | 1935, 1936, 1937, 1938, 1939, 1940, 1941, 1945, 1946, 1947, 1948, 1949, 1951, 1952, 1959, 1963, 1964, 1968, 1969, 1970, 1971, 1972, 1973, 1976, 1978, 1979, 1982, 1983, 1984, 1986, 1988, 1989, 1993, 1994, 1995, 1996, 1997, 1999, 2000, 2001, 2003, 2004, 2005, 2006, 2007, 2008, 2009, 2010, 2014, 2015, 2016, 2017, 2018, 2019, 2021 |
| Omonia        | 40       | 1963, 1965, 1969, 1971, 1972, 1974, 1975, 1976, 1978, 1980, 1981, 1982, 1983, 1985, 1986, 1988, 1990, 1991, 1992, 1994, 1995, 1996, 1997, 2000, 2001, 2002, 2003, 2005, 2006, 2007, 2008, 2011, 2012, 2013, 2015, 2016, 2022, 2023, 2024, 2025                                                                                           |
| Anorthosis    | 33       | 1935, 1947, 1949, 1950, 1951, 1953, 1954, 1955, 1959, 1962, 1963, 1964, 1966, 1967, 1970, 1971, 1974, 1975, 1979, 1983, 1992, 1994, 1997, 1998, 1999, 2002, 2003, 2007, 2008, 2011, 2017, 2021, 2022 |
| Apollon       | 32       | 1965, 1966, 1967, 1969, 1974, 1975, 1977, 1980, 1981, 1982, 1986, 1987, 1992, 1993, 1995, 1996, 1997, 1998, 2001, 2005, 2008, 2009, 2010, 2011, 2013, 2014, 2016, 2017, 2018, 2019, 2024, 2025 |
| AEL Limassol  | 30       | 1938, 1939, 1940, 1941, 1945, 1948, 1949, 1952, 1953, 1959, 1962, 1964, 1979, 1980, 1985, 1987, 1988, 1989, 1991, 2000, 2003, 2004, 2009, 2010, 2012, 2013, 2015, 2019, 2021, 2023 |
| Olympiakos    | 20       | 1937, 1941, 1946, 1947, 1948, 1951, 1959, 1962, 1964, 1966, 1973, 1977, 1978, 1987, 1990, 1991, 1993, 2004, 2021, 2023 |
| Pezoporikos   | 17       | 1940, 1945, 1946, 1950, 1952, 1954, 1955, 1967, 1968, 1970, 1972, 1973, 1976, 1977, 1981, 1984, 1991 |
| EPA Larnaca   | 14       | 1936, 1941, 1945, 1946, 1947, 1950, 1951, 1953, 1955, 1968, 1972, 1978, 1985, 1992 |
| AEK Larnaca   | 13       | 1996, 1997, 2000, 2004, 2006, 2007, 2012, 2013, 2015, 2016, 2018, 2022, 2025 |
| Çetinkaya     | 12       | 1935, 1936, 1937, 1939, 1940, 1948, 1949, 1950, 1952, 1953, 1954, 1955 |
| Nea Salamis   | 12       | 1954, 1962, 1965, 1966, 1969, 1987, 1989, 1990, 1993, 1994, 1999, 2001 |
| Aris Limassol | 8        | 1938, 1973, 1979, 1984, 1989, 1990, 2010, 2024 |
| Alki Larnaca  | 8        | 1963, 1965, 1967, 1968, 1970, 1976, 1977, 1980 |
| Paralimni     | 8        | 1971, 1974, 1975, 1981, 1983, 1995, 2002, 2019 |
| Paphos        | 6        | 1982, 1986, 1988, 1997, 1998, 2006 |
| Achnas        | 6        | 1998, 1999, 2002, 2011, 2012, 2022 |
| Enosis Trust  | 4        | 1935, 1936, 1937, 1938 |
| Pafos         | 4        | 2018, 2023, 2024, 2025 |
| Doxa          | 2        | 2014, 2017 |
| Orfeas        | 1        | 1984 |
| PAEEK         | 1        | 1985 |
| Morphou       | 1        | 2005 |
| Kinyras       | 1        | 2009 |
| Ermis         | 1        | 2014 |